# Brancoplia pumila
Brancoplia pumila är en skalbaggsart som beskrevs av Sylvain Auguste de Marseul 1878. Brancoplia pumila ingår i släktet Brancoplia och familjen Rutelidae. Inga underarter finns listade.